# Комбинезон (спортивная одежда)

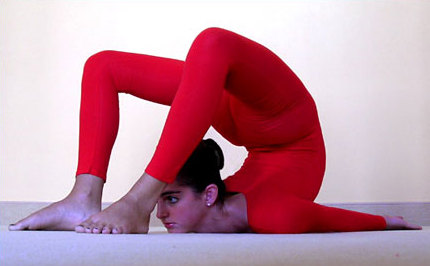
Акробат в гимнастическом трико

Спортивный комбинезон (англ. unitard) — комбинезон, цельная одежда с длинными ногами и иногда длинными рукавами, обычно скрывающая тело по запястья и щиколотки. Отличается от спортивного купальника тем, что у купальника нет длинных штанин. Одежду можно рассматривать, как комбинацию трико и колготок (хотя в борцовском трико штанины обычно короткие).

## История
На Уимблдонском турнире 1985 года американка Энн Уайт вышла на корт в облегающем белом комбинезоне, тем самым вызвав повышенный интерес болельщиков к матчу первого круга и журналистов, освещавших турнир. После двух сетов матч был перенесен на следующий день, и судьи турнира настоятельно попросили спортсменку больше не надевать его.
Первой гимнасткой, начавшей выступать в таком эластичном комбинезоне, была российская спортсменка Амина Зарипова в 1990-е годы. На международных соревнованиях гимнасткам было разрешено выступать в комбинезонах в 1993 году (с целью популяризации художественной гимнастики в мусульманских странах); первой на ковёр в комбинезоне вышла украинская гимнастка Екатерина Серебрянская. Также комбинезоны популярны в фигурном катании, танцах, аэробике.

## Галерея

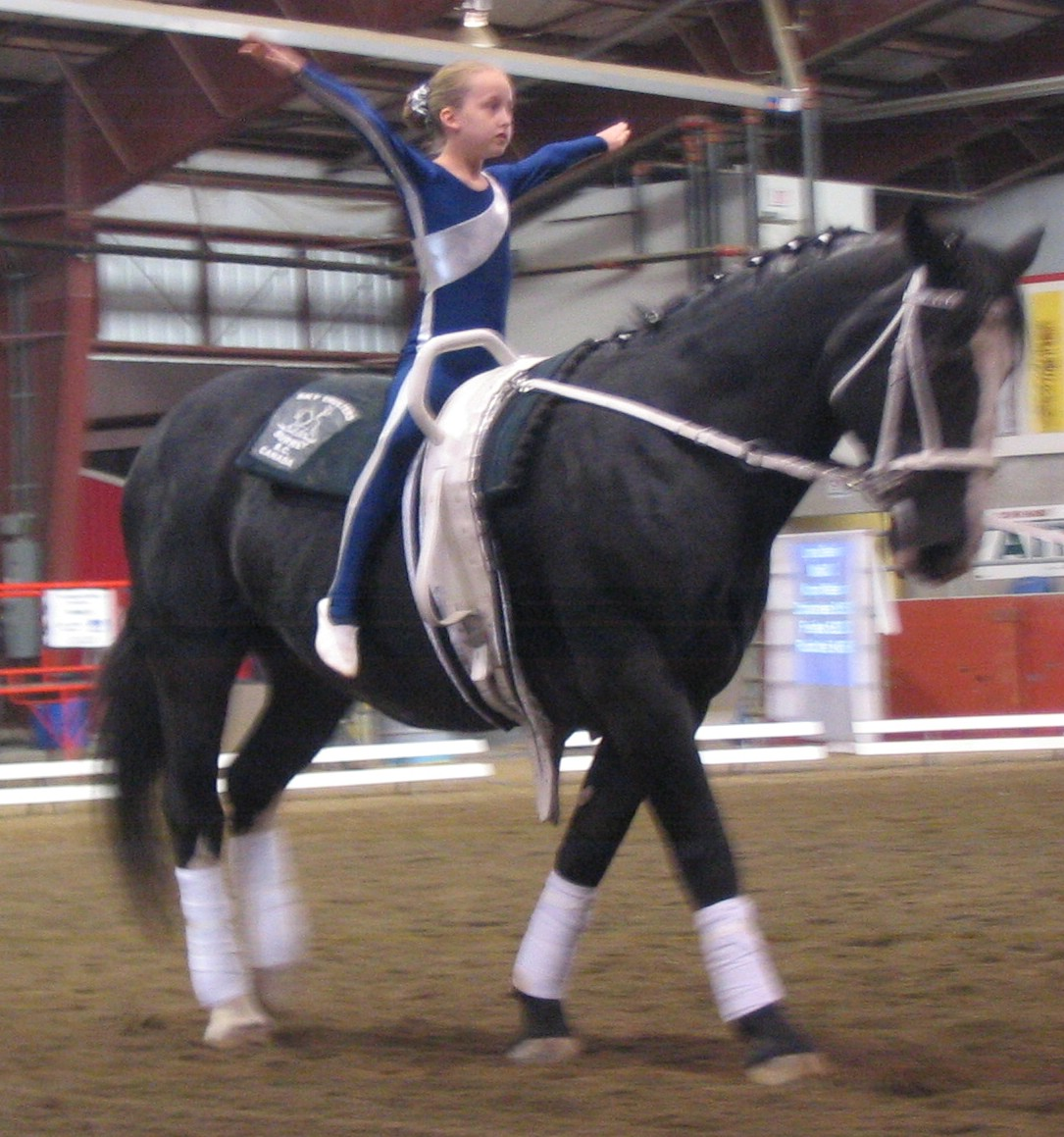
Вольтижировка
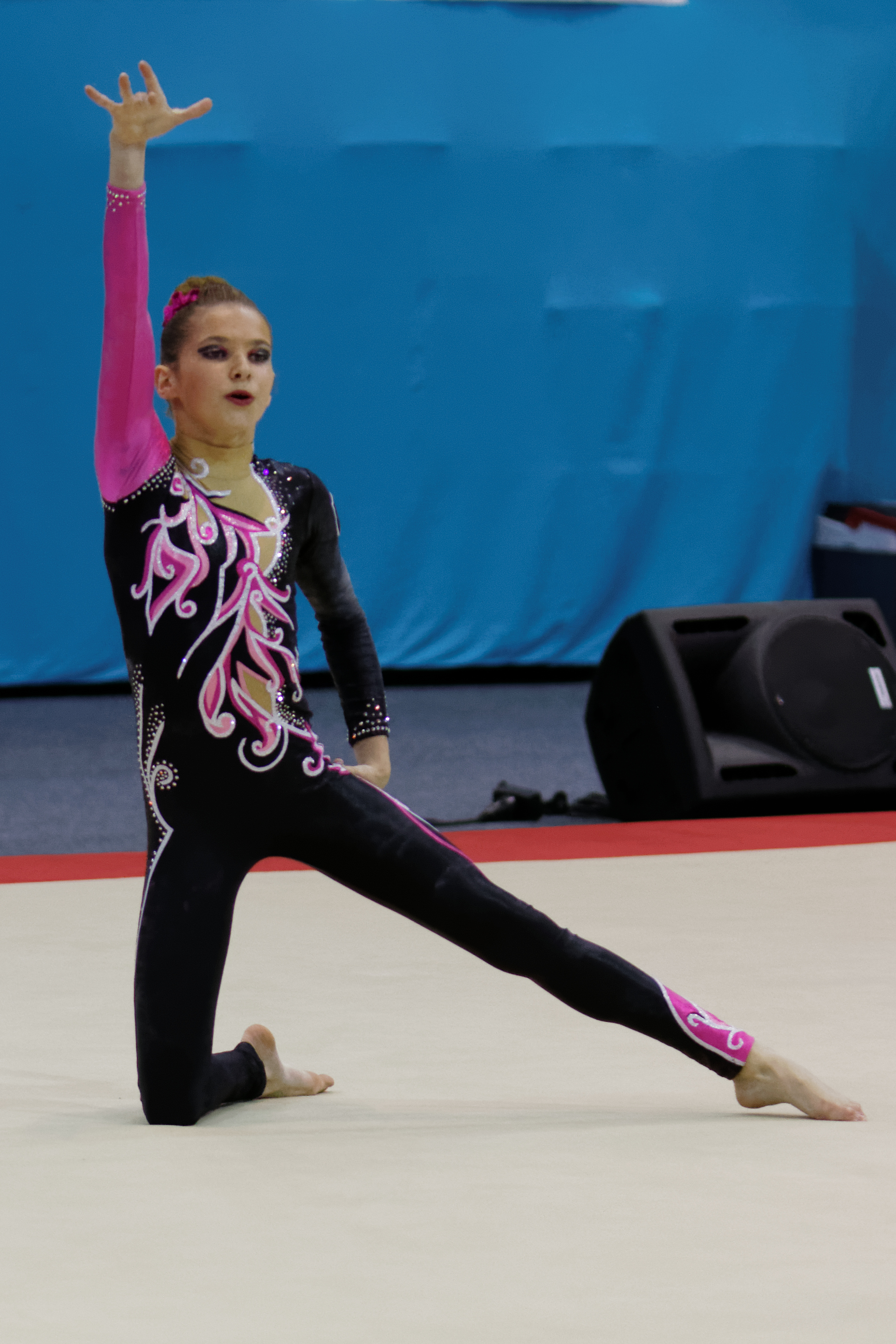
Спортивная акробатика
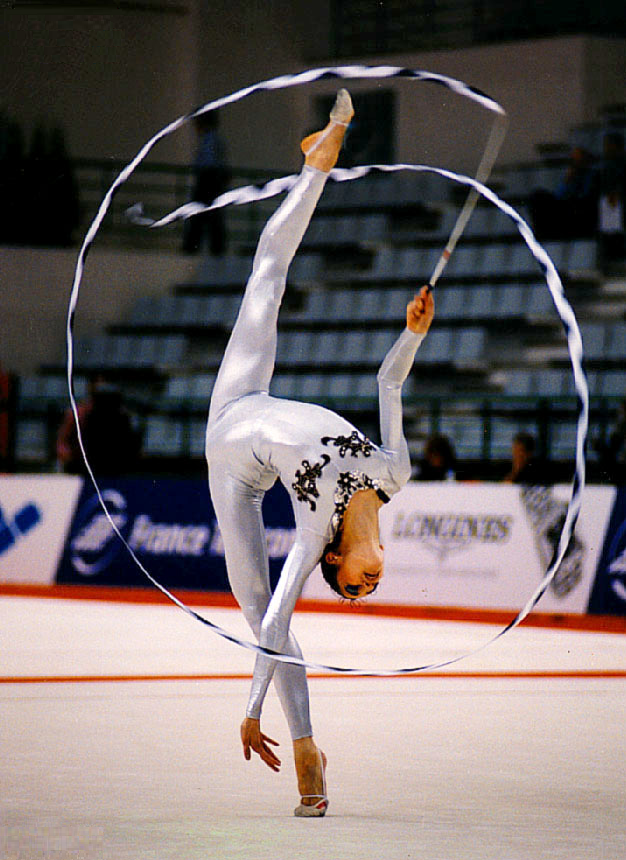
Художественная гимнастика
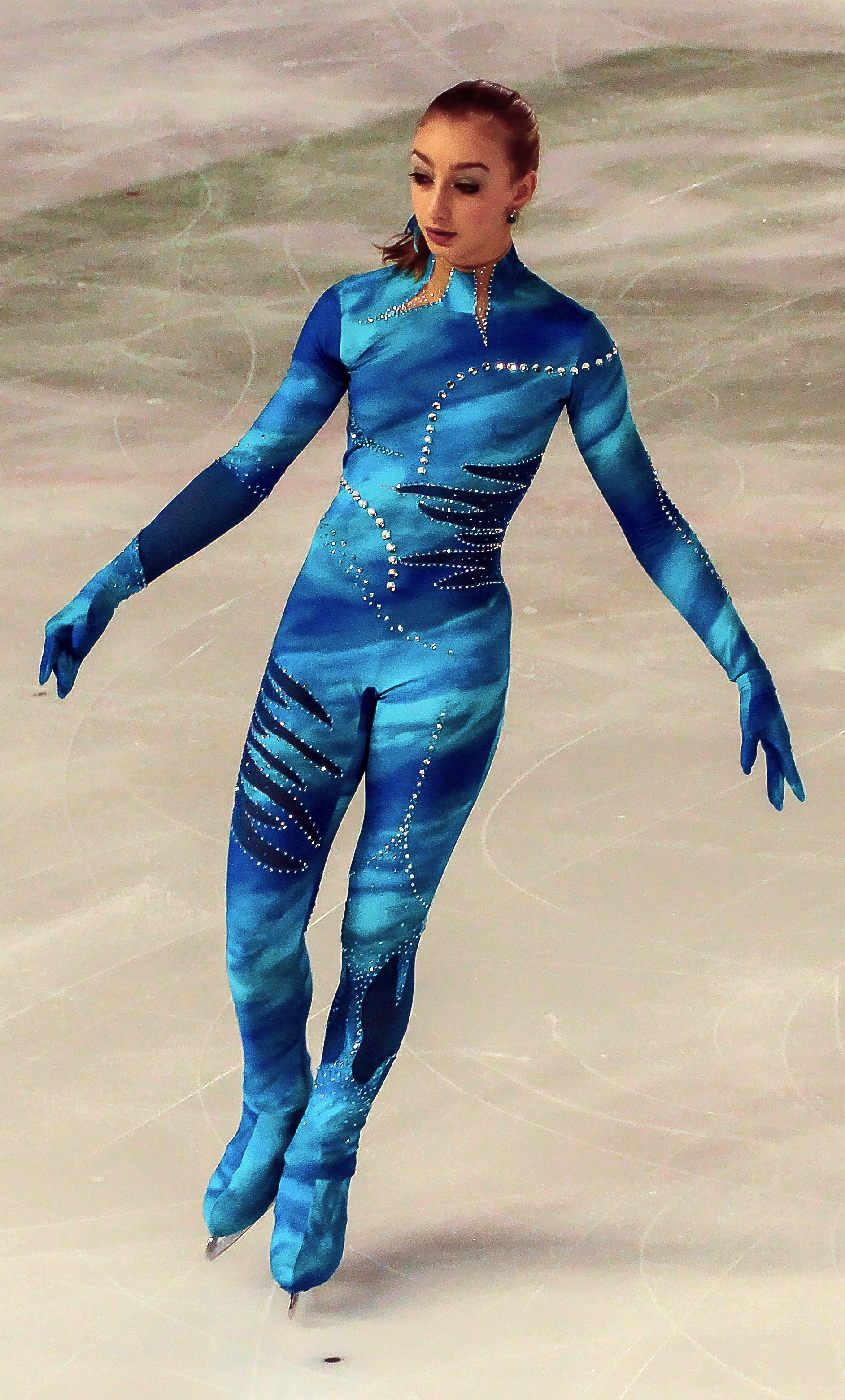
Фигурное катание